# Rättsröta-Affäre
Rättsröta-Affäre (schwedisch rättsrötan, ungefähr „Korruption im Rechtswesen“) ist die zusammenfassende Bezeichnung für mehrere Affären, die in der ersten Hälfte der 1950er-Jahre in Schweden die Öffentlichkeit beschäftigt haben. In den vier miteinander verbundenen Affären ging es um den Vorwurf, in der schwedischen Justiz hätten sich Fälle von Korruption und Machtmissbrauch ereignet. Die Affären erlangten vor allem deshalb große Aufmerksamkeit, weil sich der Schriftsteller Vilhelm Moberg öffentlichkeitswirksam den Vorwürfen anschloss und für deren weitere Verbreitung sorgte.

## Die Affären

### Kejne-Affäre
In der Kejne-Affäre erhob Karl-Erik Kejne, Pfarrer bei der Evangelischen Stadtmission in Stockholm, den Vorwurf, es gebe eine Verschwörung von Homosexuellen in höheren Gesellschaftsschichten, die homosexuelle Praktiken organisieren und hierbei von einflussreichen Personen gedeckt würden. Diese Vorwürfe waren vor allem deshalb brisant, weil in Schweden die Strafbarkeit männlicher Homosexualität bei Erwachsenen 1944 aufgehoben worden war und nun die gesellschaftlichen Folgen dieser Reform kontrovers diskutiert wurden. Die Vorwürfe konnten bald widerlegt werden, führten aber zum Rücktritt des Staatssekretärs und Richters Nils Quensel aus der Regierung im Jahr 1951, weil gegen ihn der Vorwurf erhoben wurde, er habe sein Amt missbraucht, um dafür zu sorgen, dass ein Laienprediger namens Gösta Malmberg, der laut Behauptung von Karl-Erik Kejne homosexuelle Kontakte zu Nils Quensel hatte und ihn später damit erpresst hatte, in die Psychiatrie eingewiesen wurde.

### Hajby-Affäre

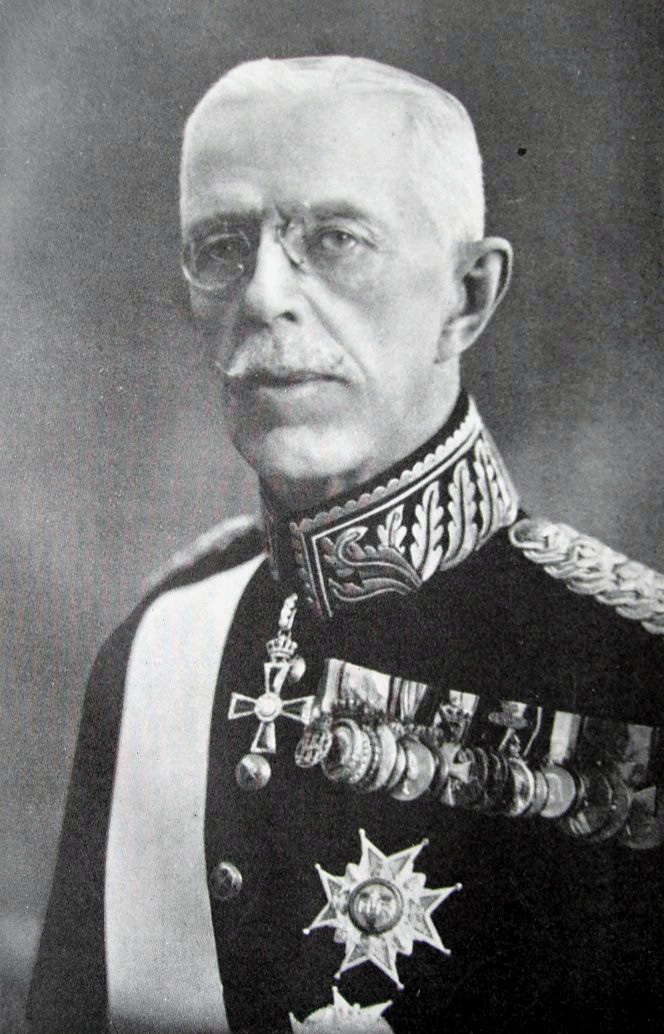
Gustav V., König von Schweden (1935)

In der Hajby-Affäre ging es darum, dass der Restaurantbesitzer Kurt Hajby aus Stockholm in den 1930er-Jahren ein homosexuelles Verhältnis mit dem 1950 verstorbenen König Gustav V. gehabt haben soll und dass staatliche Behörden unter Führung des Oberststatthalters Torsten Nothin dafür gesorgt haben sollen, dass Kurt Hajby in die Psychiatrie eingewiesen wird, um den König zu schützen. Außerdem wurde bekannt, dass der Hof größere Geldbeträge an Kurt Hajby gezahlt hat. Dieser wurde 1952 wegen Erpressung zu acht Jahren Zuchthaus verurteilt, in der Berufung wurde die Strafe ein Jahr später auf sechs Jahre reduziert.

### Selling-Affäre
In der Selling-Affäre ging es darum, dass das Naturhistoriska riksmuseet in Stockholm versucht haben soll, den Botaniker Olof Selling mit Hilfe eines Psychiaters für geisteskrank zu erklären, um ihm die Leitung der paläobotanischen Abteilung des Museums entziehen zu können. Die Affäre, in der sich auch Herbert Tingsten engagierte, führte 1957 zum Rücktritt des Justizministers Herman Zetterberg. 1958 wurde Selling wegen Dienstvergehen und Beleidigung verurteilt.

### Lundquist-Affäre
Folke Lundquist, Richter in Stockholm, war als Amtsvormund mit der Betreuung mehrerer großer Vermögen befasst. In den 1930er- und 1940er-Jahren wurden gegen ihn mehrere Strafanzeigen wegen Veruntreuung erstattet, ohne dass dies Folgen hatte. Stattdessen wurden mehrere Personen, die entsprechende Vorwürfe erhoben hatten, in die Psychiatrie eingewiesen oder wegen falscher Verdächtigung verurteilt. Erst im Oktober 1953 wurde Folke Lundquist schließlich zu einer Freiheitsstrafe von drei Jahren und Entfernung aus dem Dienst verurteilt.